# ديف أرشيبالد
ديف أرشيبالد هو لاعب هوكي الجليد كندي، ولد في 14 أبريل 1969 في تشيليواك في كندا.

## وصلات خارجية
- ديف أرشيبالد على موقع دوري الهوكي الوطني (الإنجليزية)
- ديف أرشيبالد على موقع EliteProspects.com (الإنجليزية)
- ديف أرشيبالد على موقع HockeyDB.com (الإنجليزية)
- ديف أرشيبالد على موقع Hockey-Reference.com (الإنجليزية)
- ديف أرشيبالد على موقع أوليمبيديا (الإنجليزية)